# Аменирдис I
Аменирдис I (тронное имя Хатнеферумут) — супруга бога Амона во времена XXV династии Древнего Египта. Имея происхождение из царства Куша, она была дочерью фараона Кашты и царицы Пебатмы, а позже была удочерена Шепенупет I. Она правила как верховная жрица и была изображена в нескольких артефактах того периода.

## Биография
Она была кушитской принцессой, дочерью фараона Кашты и царицы Пебатмы. Вероятно, она была сестрой фараонов Шабаки и Пианхи. Кашта устроил так, что Аменирдис I была назначена в Фивах преемницей титула «божественной поклонницы Амона», второго по значимости после «супруги бога Амона», тогдашней его носительницей Шепенупет I. Это демонстрирует то, что Кашта уже контролировал Верхний Египет до правления Пианхи, его преемника.
Аменирдис I правила в качестве верховной жрицы приблизительно с 714 по 700 год до н. э., во времена правления Шабаки и Шабатаки, и она приняла дочь Пианхи Шепенупет II в качестве своей преемницы. Она также носила жреческие титулы «божественной поклонницы Амона» и «божественной рукой». После своей смерти она была похоронена в гробнице на территории Мединет-Абу.
Она была изображена в храме Осириса-Хекадджета («Осириса, правителя вечности») в Карнакском храмовом комплексе, а также в Вади-Гасусе вместе с Шепенупет I. Она упоминается на двух жертвенных столах, пяти статуях, стеле и нескольких небольших предметах, включая скарабеев. Статуя Аменирдис I, вырезанная из гранита и покрытая позолотой, ныне хранится в Нубийском музее в городе Асуан (Верхний Египет). Сама статуя изображает Аменирдис I украшенной как египтянка и имеющей сходство с изображениями Исиды и Хатхор. Однако атрибуты статуи Аменирдис I на статуе демонстрируют отчётливое африканское влияние в кушитском стиле XXV династии.